# William Minto
William Minto (* 10. Oktober 1845 in Nether Auchintoul bei Alford, Aberdeenshire; † 1. März 1893 in Aberdeen) war ein schottischer Philologe (Anglist), Philosoph, Autor, Journalist und Hochschullehrer.

## Leben
Minto war der Sohn des Farmers James Minto und dessen Ehefrau Barbara Copland. Er besuchte verschiedene Dorf- und auch Privatschulen, darunter Gordon Schools in Huntly. 1861 besuchte er durch ein Stipendium unterstützt die University of Aberdeen und konnte dort in drei Fächern mit Auszeichnungen aufwarten, in Mathematik, Classics und Philosophie. Diese Leistung war ohne Vorbild und blieb – bis mindestens 1894 – unerreicht. 1865 schloss er sein Studium mit M. A. ab und besuchte dann 1865/66 die Divinity Hall in Aberdeen, bevor er an die University of Oxford wechselte wo er im Merton College seine Philosophiestudien vertiefte. Er verließ die Universität aber schon nach einem Jahr ohne einen Abschluss erreicht zu haben.
Minto kehrte nach Aberdeen zurück, wo er kurze Zeit im Fach Naturgeschichte assistierte, bevor er Alexander Bain als Assistent zugeordnet wurde. 1867 bis 1873 assistierte Minto Bain und schrieb währenddessen Manual of English Prose Literature, Biographical and Critical, einem erschöpfenden Werk, das 1872 veröffentlicht wurde.
1873 ging Minto, wie Bain vor ihm, nach London, wo er sich als Journalist versuchte. Er schrieb literarische und politische Artikel für die Zeitschrift The Examiner. Vier Jahre, 1874 bis 1878, leitete er das Blatt auch als Chefredakteur. Er wurde als Autor von Editorials der Daily News angeworben, wo er beißende Kritiken zur imperialen Politik Benjamin Disraelis schrieb und dabei angeblich den Terminus Jingoismus bekannt machte. 1874 veröffentlichte er Characteristics of English Poets from Chaucer to Shirley und 1879 eine Monographie über Daniel Defoe in der Reihe English Men of Letters. Zudem schrieb er einige Artikel zu literarischen Themen für die Encyclopædia Britannica.
Am 8. Januar 1880 heiratete Minto Cornelia Griffiths, Tochter eines Geistlichen von Swindon. Als sich Bain 1880 von der Regius Professur of Logic zurückzog wurde Minto als sein Nachfolger berufen. Minto behielt die Professur bis zu seinem Tod. Wie damals üblich an schottischen Universitäten, lehrte Minto Logik und Englische Literatur. Minto legte allerdings den Schwerpunkt seiner Arbeit auf die Literatur. Er gab 1886 Walter Scotts Lay of the Last Minstrel heraus und 1891 noch Lady of the Lake. 1887 folgten Scotts poetische Werke und 1892 die autobiografischen Notizen und das Life of William Bell Scott. Außerdem schrieb er drei Romane, The Crack of Doom (1886), The Mediation of Ralph Hardelot (1888) und Was she good or bad? (1889).
1891 erkrankte Minto schwer. Ein Kuraufenthalt in Griechenland brachte kurz Linderung. Schließlich erlag er seinem Leiden am 1. März 1893 in Aberdeen, unmittelbar nachdem die Trennung von Englischer Literatur und Logik durch die Universitätsleitung anerkannt wurde und er sich auf sein bevorzugtes Fach hätte konzentrieren können. Mintos Handbuch für die Universität, Logic Inductive and Deductive wurde zusammen mit Plain Principles of Prose Composition 1893 verlegt. 1894 folgte nach ein dritter Band, English Literature under the Georges.
Mintos Karriere ähnelte der von Bain in bemerkenswertem Ausmaß, aber nichts in seinem intellektuellen Leistungen oder dem Einfluss kann an Bain heranreichen, der sich mit der Entwicklung der wissenschaftlichen Psychologie ein Denkmal setzte.

## Bibliographie

### Sachliteratur
- 1872: Manual of English Prose Literature, Biographical and Critical
- 1874: Characteristics of English Poets from Chaucer to Shirley
- 1879: Daniel Defoe in der Reihe "English Men of Letters"
- 1893: Logic: Inductive and Deductive
- 1893: University Extension Manual on Logic
- 1893: Plain Principles of Prose Composition
- 1894: English Literature under the Georges

### Belletristik
- 1886: The Crack of Doom
- 1888: The Mediation of Ralph Hardelot
- 1889: Was She Good or Bad?